# Smelophyllum capense
Smelophyllum capense är en kinesträdsväxtart som först beskrevs av Otto Wilhelm Sonder, och fick sitt nu gällande namn av Ludwig Radlkofer. Smelophyllum capense ingår i släktet Smelophyllum och familjen kinesträdsväxter. Inga underarter finns listade i Catalogue of Life.